# Prodenia
Spodoptera là một chi bướm đêm thuộc họ Noctuidae.

## Hình ảnh

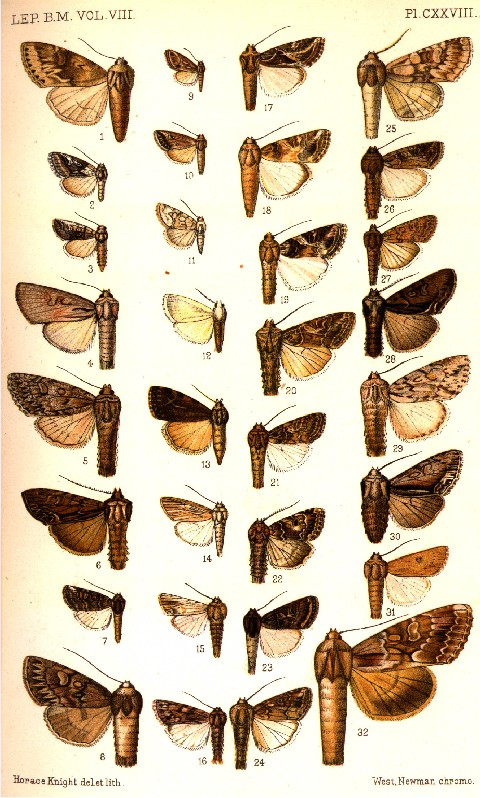